# Spidercam

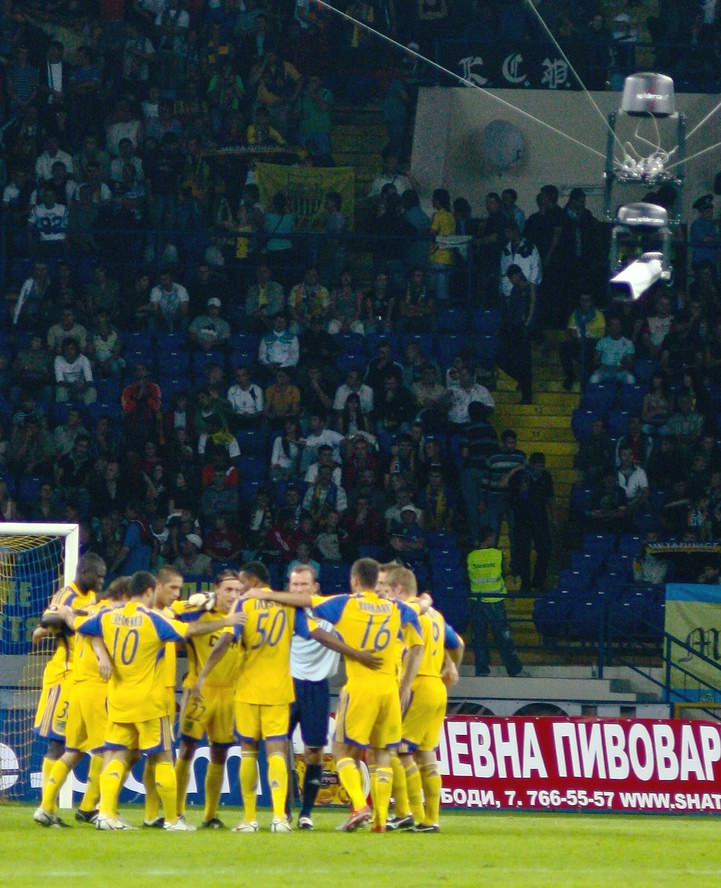

La Spidercam ou Spydercam est un système de câbles qui permet à une caméra de télévision ou de cinéma de se déplacer dans l'espace.
Spidercam est un terme déposé par son inventeur Jens C. Peters, alors que Spydercam est la propriété de Spydercam systems. Les deux termes se rapportent à des systèmes équivalents. Il s'agit d'un des principaux matériels utilisés lors des événements sportifs.